# Вариативность процессов
Вариативность процесса — характеристика процесса, определяющая степень его склонности к отклонениям от предопределённого протекания. Чем вариативность процесса меньше, тем ближе он к идеальному процессу, так как, при постоянно повторяющемся по определённой схеме процессе, потребитель выхода процесса получает продукт заданного качества.

## Сопряжённые методы изменения, контроля, оценки и управления вариативностью процессов
Контроль и управление вариативностью процесса может осуществляться с помощью контрольных карт, например с помощью контрольной карты Шухарта.
Для контроля и управления вариабельностью в области качества могут применяться семь инструментов контроля качества:
1. Контрольная карта
2. Диаграмма Парето
3. Гистограмма
4. Контрольный лист
5. Диаграмма Исикавы
6. Расслоение (стратификация) Районированная выборка
7. Диаграмма рассеяния

Одной из методик снижения вариативности процесса является метод Шесть Сигма.
Добавление эффекта снижения вариативности процесса в производстве частично достигается применением методов 5S.
Изменения в процессах связанные с принципами SMED снижает вариативности процессов связанных со временем протекания процессов.
Для снижения вариативности процессов связанных с поломками и выходом из строя технологического оборудования полезно налаживание системы TPM на производстве.
Вариативность процессов в связанных последовательных процессах может иметь накопительные эффекты. Это связано с тем что каждый последующий процесс в цепочке взаимосвязанных процессов имеет зависимость от вариативности всех предыдущих процессов, причём самое сильное влияние будет иметь вариативность того предшествующего процесса, который в вариативности имеет наибольшее отклонение. Эти моменты следует наиболее серьёзно учитывать и рассматривать в процессах поточного производства.